# O (島みやえい子のアルバム)
『O』（オー）は、2006年10月4日に発売された島みやえい子の1枚目のフルアルバム。
通常盤と初回限定盤の2種類が発売され、初回限定盤には「ひぐらしのなく頃に」のプロモーションビデオを収録されたDVDが封入されていた。アルバム発売を記念して2006年10月14日〜2006年10月20日に「EIKO SHIMAMIYA LIVE TOUR 2006 O」を大阪（[ESAKA MUSE）・名古屋（BOTTOM LINE）・東京（LIQUID ROOM）の計3箇所で開催。

## 収録曲
1. O [4:00] 
作詞・作曲：島みやえい子、編曲：高瀬一矢
2. 笑顔を見せて [5:49] 
作詞・作曲：島みやえい子、編曲：中沢伴行
3. カーネリアンの奏でる夢 [5:56] 
作詞・作曲：島みやえい子、編曲：藤田淳平（Elements Garden）
4. 胸のクロス [6:18] 
作詞・作曲：島みやえい子、編曲：井内舞子
5. 求道の人 -remix- [4:56] 
作詞・作曲：島みやえい子、編曲：高瀬一矢
6. 太陽 [7:30] 
作詞・作曲：島みやえい子、編曲：SORMA No.1
7. I need you [4:52] 
作詞・作曲：島みやえい子、編曲：高瀬一矢
8. 宇宙のまほろば [5:56] 
作詞：若月佑輝郎、作曲：島みやえい子、編曲：SORMA No.1
9. 銀河の子 [4:48] 
作詞・作曲：島みやえい子、編曲：C.G mix
10. Recovery [5:21] 
作詞・作曲：島みやえい子、編曲：一色由比
11. ひぐらしのなく頃に [4:23] 
作詞：島みやえい子、作曲：中沢伴行、編曲：中沢伴行・高瀬一矢
12. どこにも無い道 [6:08] 
作詞・作曲：島みやえい子、編曲：井内舞子

## タイアップ
| 曲名               | タイアップ                                           |
| ------------------ | ---------------------------------------------------- |
| ひぐらしのなく頃に | テレビアニメ『ひぐらしのなく頃に』オープニングテーマ |